# Cine Irajá
O Cine Irajá foi uma sala de cinema localizada em Irajá, bairro da Zona Norte do Rio de Janeiro. O prédio em estilo art déco ainda existe, um pouco modificado, já que a marquise foi removida. No local funciona atualmente um templo da  Igreja Universal do Reino de Deus. O cinema foi inaugurado em 1941 e encerrou suas atividades nos anos 1980.